# Tropidophis canus
Espèce
Synonymes
- Ungalia cana Cope, 1868

Statut CITES
Tropidophis canus est une espèce de serpents de la famille des Tropidophiidae.

## Répartition
Cette espèce est endémique de Great Inagua aux Bahamas.

## Description
C'est un serpent vivipare.

## Publication originale
- Cope, 1868 : An examination of the Reptilia and Batrachia obtained by the Orton Expedition to Equador and the Upper Amazon, with notes on other species. Proceedings of the Academy of Natural Sciences of Philadelphia, vol. 20, p. 96-140 (texte intégral).